# Il pittore parigino

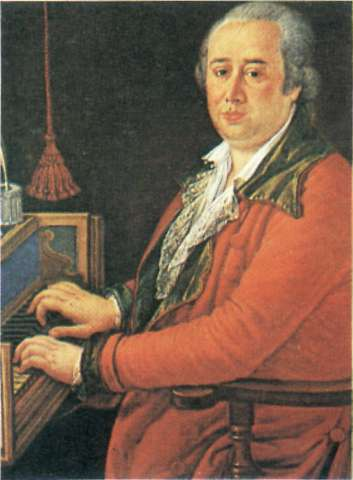
Retrat de Domenico Cimarosa.

Il pittore parigino és una òpera en dos actes composta per Domenico Cimarosa sobre un llibret italià de Giuseppe Petrosellini. S'estrenà al Teatro Valle de Roma el 2 de gener de 1781.	
Es va representar el 1793 al Burgtheater de Viena; el 1794 al Teatro Nuovo de Nàpols, com Il barone burlato; el 1787 a Florència com Le brame deluse.